# Iridomyrmex rufoniger
Iridomyrmex rufoniger é uma espécie de formiga do gênero Iridomyrmex.